# کیم رابرتس (بازیگر)
کیم رابرتس (به انگلیسی: Kim Roberts) بازیگر کانادایی است.
از فیلم‌های معروف او می‌توان به بازی در فیلم تاکسیدو اشاره کرد.